# Кіпр на зимових Олімпійських іграх 2002
Кіпр на зимових Олімпійських іграх 2002 у Солт-Лейк-Сіті (США), була представлена 1 спортсменом в 1 виді спорту — гірськолижний спорт. Прапороносцем на церемонії відкриття Олімпіади був єдиний представник країни Теодорос Христодулу.
Країна усьоме взяла участь в зимових Олімпійських іграх. Кіпріотські спортсмени не здобули жодної медалі.

## Спортсмени
| Вид спорту          | Чоловіки | Жінки | Всього |
| ------------------- | -------- | ----- | ------ |
| Гірськолижний спорт | 1        | 0     | 1      |
| Усього              | 1        | 0     | 1      |

## Гірськолижний спорт
| Спортсмен           | Дисципліна                   | Спуск 1 | Спуск 1 | Спуск 2      | Спуск 2 | Разом        | Разом | Разом |
| Спортсмен           | Дисципліна                   | Час     | Місце   | Час          | Місце   | Час          | Місце |       |
| ------------------- | ---------------------------- | ------- | ------- | ------------ | ------- | ------------ | ----- | ----- |
| Теодорос Христодулу | гігантський слалом, чоловіки | 1:21.67 | 67      | 1:19.92      | 53      | 2:41.59      | 54    |       |
| Теодорос Христодулу | слалом, чоловіки             | 59.74   | 47      | не фінішував | –       | не фінішував | –     |       |